# Xbloc

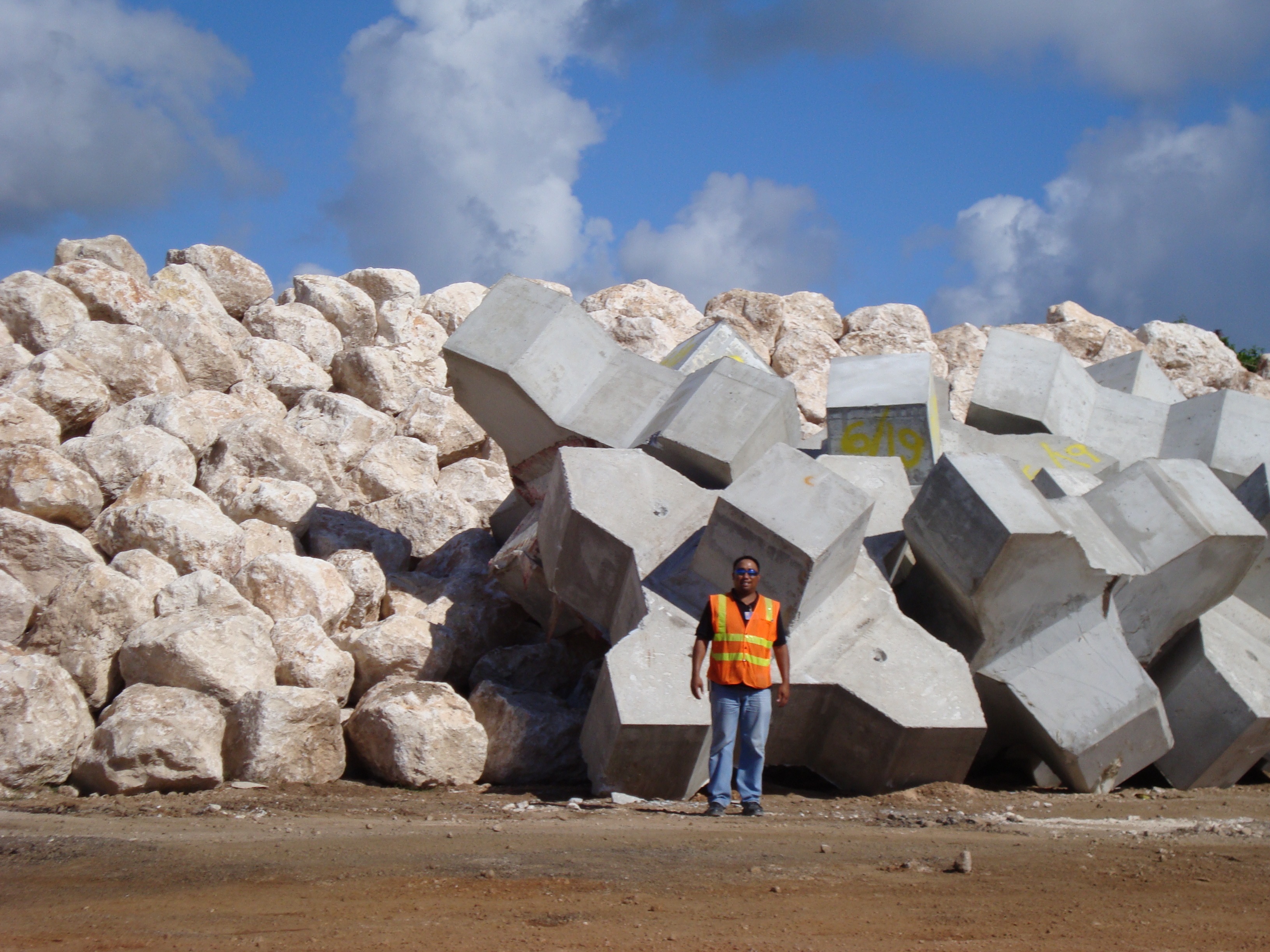
Xblocs de gran tamaño(8.0m3) en una prueba de colocación y emplazamiento

Un Xbloc es un bloque de hormigón para la sujeción de escolleras y rompeolas (se puede denominar "unidad de armadura"). Se diseñó para proteger orillas, paredes de puerto, diques, rompeolas, y otras estructuras costeras del impacto directo de las olas. El modelo Xbloc ha sido diseñado y desarrollado por Delta Marine Consultants en 2001 y desde entonces ha sido sometido a pruebas e investigaciones por varias universidades.

## Uso
Como ya se ha indicado, los Xbloc o Unidades de Armadura de Hormigón tienen una utilidad específica como protección de estructuras en costas y puertos. Se colocan en una sola capa en el exterior de los taludes de los diques y muros. Esta única capa se denomina capa de armadura y su función es doble. En primer lugar proteger los materiales de mejor calidad que se encuentran en el núcleo de los terraplenes que conforman los muros, diques o rompeolas y, por otro lado, tiene la función de disipar la energía mareomotriz que es generada por el movimiento de las olas. Estas dos funciones requieren que las piezas tengan dos características principales. Han de ser pesada y han de ser porosas.
Factores comunes para aplicar una capa de bloques de hormigón Xbloc:
- No se puede utilizar la piedra o roca natural presente en la zona por no tener las características de resistencia y durabilidad necesarias.
- La producción de las canteras es insuficiente de emparejar la demanda de material.
- La distancia de transporte de material desde las canteras hace que la colocación de materiales naturales se desaconseje por motivos económicos.
- Las conexiones por carretera con las canteras tienen puntos singulares que dificultan o hacen imposible su transporte.

Otra característica importante de los Xbloc frente a elementos utilizados con anterioridad, como los tetrápodos, es la economía de materiales. Los tetrápodos eran colocados en doble capa y los Xblock en una sola. Por tanto, representa una reducción de elementos a colocar y de tiempo empleado en su colocación lo que conlleva un ahorro tanto en materiales (cemento yrava que conforman el hormigón ) como en utilización de medios auxiliares. Así, también se reduce su huella de carbono.
Los bloques concretos utilizaron para el mismo propósito está listado entre otros en . Gustar Xbloc, la mayoría de estos bloques es desarrollos comerciales y patentó. Cuando tal Xblocs no es producido por el titular de patente, pero es fabricated e instalado por un contratista quién a cambio paga un coste de licencia. Tal un acuerdo implica actividades de soporte técnicas seguras para asegurar la aplicación correcta del sistema de protección.

## Estabilidad hidráulica y mecanismo de enclavamiento
La unidad Xbloc mantiene su estabilidad hidráulica debido a dos factores: su peso propio y el mecanismo de "cosido" con los elementos circundantes debido a su geometría. Debido a la alta porisidad de la capa (cercana al 60%), en la construcción con Xblock, la energía de las olas es absorbida en gran medida por la propia capa. El Xbloc es capaz de proteger de la erosión el núcleo de los terrapelenes de los diques y rompeolas. Se cercioró después de pruebas empíricas con modelos físicos, la interacción entre los distintos elementos del rompeolas (sumergidos y emergidos) realizadas, entre otros, por  MEDUS, basados en ecuaciones RANS emparejadas con un modelo de turbulenca RNG.
Xblocs es aplicado normalmente en pendientes de talud 3V:4H y 2V:3H. A diferencia de la roca natural, la estabilidad hidráulica no aumenta con la inclinación, ya que en estas situaciones, el "interlocking" o cosido entre piezas se ve reducido. Las medidas estándar de los Xbloc varían entre los 0,75 m³ (altura ondulatoria significativa hasta Hs=3,35 m) y 20 m³ (Hs=10,0m). Se ha de tener en cuenta para el diseño la relación entre el volumen y la altura ondulatoria válidas para cada escenario de estudio. Los parámetros más lejanos como las pendientes de la playa o costa, la configuración de la cresta ondulatoria, el equipamiento de las construcciones, etc, pueden tener un efecto importante para justificar la medida recomendada. Para un diseño detallado se han de llevar a cabo pruebas con modelos físicos para confirmar la estabilidad global y el rendimiento funcional del rompeolas (rebases ondulatorios y penetración ondulatoria).
El efecto de cosido es aparente cuando se compara un revestimiento de roca natural con una capa moderna para condiciones medianas, teniendo en cuenta la densidad del hormigón, más baja con respecto a la roca natural utilizada habitualmente en la construcción de rompeolas. Suponiendo que la roca natural. Suponiendo que la roca natural se ha de colocar en una pendiente idéntica, teniendo en cuenta lo escarpado del terreno, la roca natural requiere tres veces de más peso que los Xbloc. La roca, normalmente ha de ser colocada en doble capa, por ello el volumen de material es mucho mayor, y se multiplican, por tanto los volúmenes a transportar, almacenar y colocar. Además de ser mayor el rompeolas. Otra ventaja es que las unidades de Xbloc pueden ser fabricadas en zonas cercanas al mismo punto de colocación, así que los problemas de transporte son menos críticos.

## Producción de unidades de armadura Xbloc

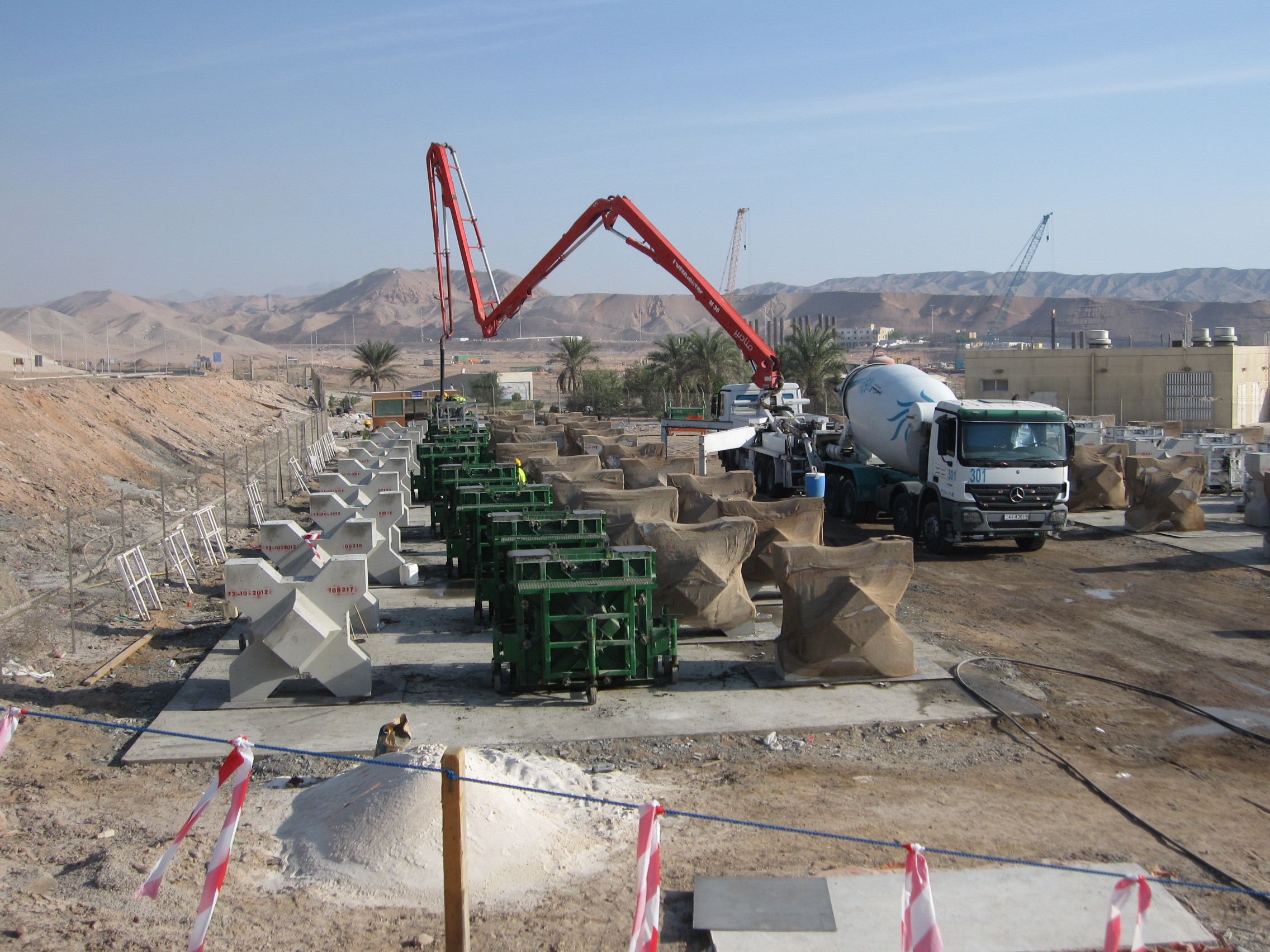
Producción de Xbloc unidades de armadura de capa única que utilizan bomba de hormigón

El Xbloc consta de hormigón en masa, similar a otros elementos de protección de capa única. El hormigón utilizado normalmente es de tipo C 25/30. Sin embargo, puede utilizarse hormigón de mayores resistencias por diversas razones: Presencias de bajas temperaturas y hielo, adquisición rápida de resistencia por parte del hormigón para desmoldar, etc. Los elementos Xbloc son menos vulnerables a corrosión a largo plazo. La forma óptima de un elemento combina la robustez de su construcción en hormigón con la relación de esbeltez requerida para su "cosido". La integridad estructural es asegurada por cálculos de elementos finitosk (FEM) y pruebas de gota de prototipo.
En la ejecución de bloques se pueden utilizar tanto encofrados de madera como de metal. Se prefieren estos últimos porque pueden ser reutilizados repetidamente para producir grandes cantidades. Se pueden utilizar varios diseños de moldes teniendo en cuenta la necesidad de tener dos secciones. El vertido y el vibrado del hormigón se realizan simultáneamente. También, el diseño del encofrado facilita el desmoldado de los elementos y, por tanto, la reducción de defectos y desperfectos en los mismos, como pueden ser las burbujas superficiales y coqueras.
.
Debido a la forma del Xbloc, el encofrado es relativamente sencillo y se puede hacer con un número limitado de placas de acero. Hay que tener en cuenta que como un único Xbloc puede llegar a pesar hasta 45 toneladas, se recomienda su construcción cercana a su punto de colocación.

## Colocación
A diferencia de la colocación de otros bloques de hormigón entrelazados, los Xbloc no requieren de especificaciones muy estrictas sobre la orientación de cada una de las unidades sobre el talud de los rompeolas. Debido a su forma, de 6 lados, el entrelazado es eficiente. Así, los bloques encuentran una posición activa fácilmente por su geometría. Esto mejora los tiempos de colocación de unidades sobre los taludes.
Debido a la estructura aleatoria y la alta permeabilidad de un rompeolas de Xbloc, también se convierten en arrecifes artificiales, dando cobijo a numerosas especies de fauna y flora marinas y favoreciendo su integración ambiental.

## Galería

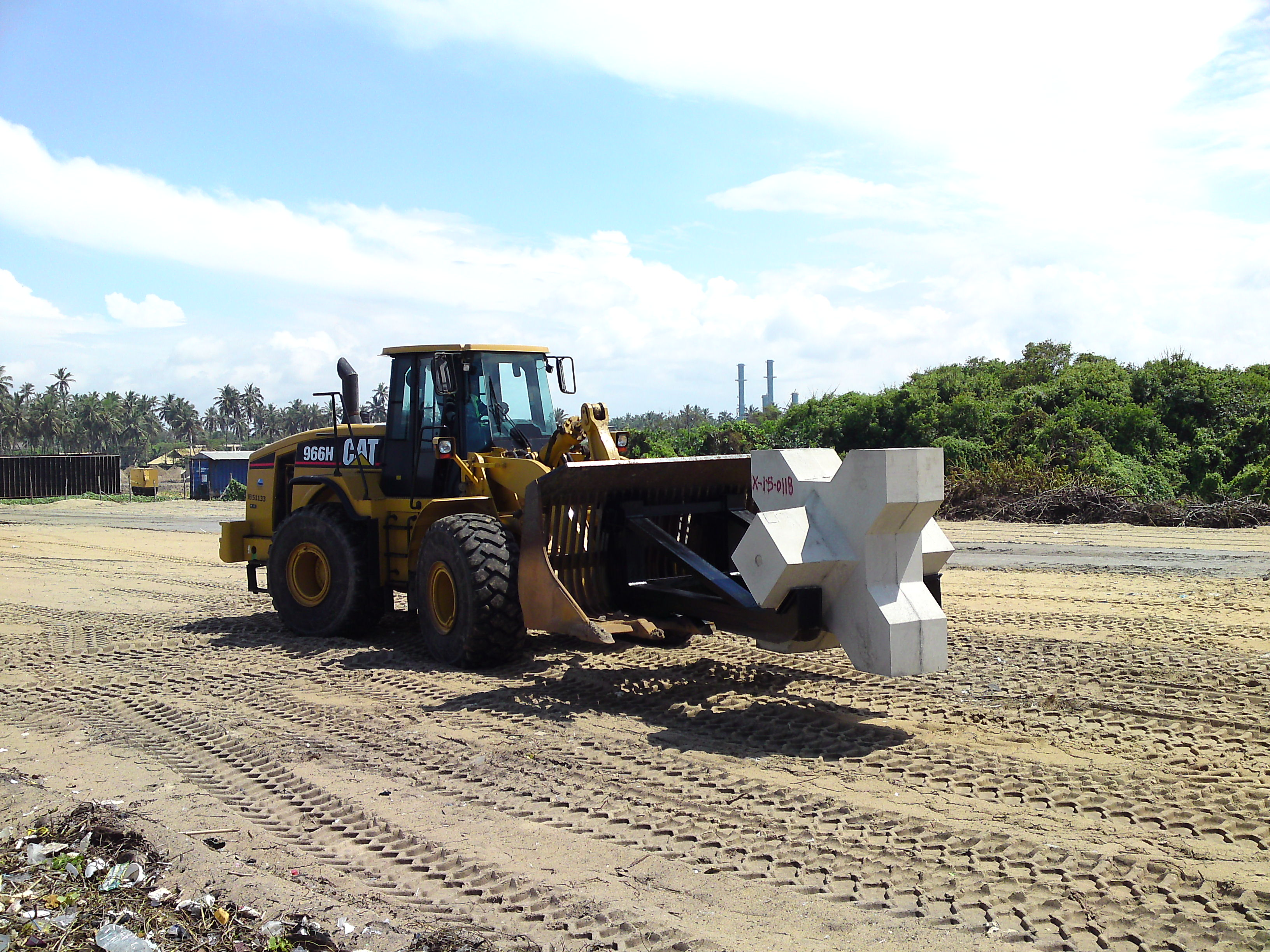
Manejando por rueda loader con marcha especial para Xbloc
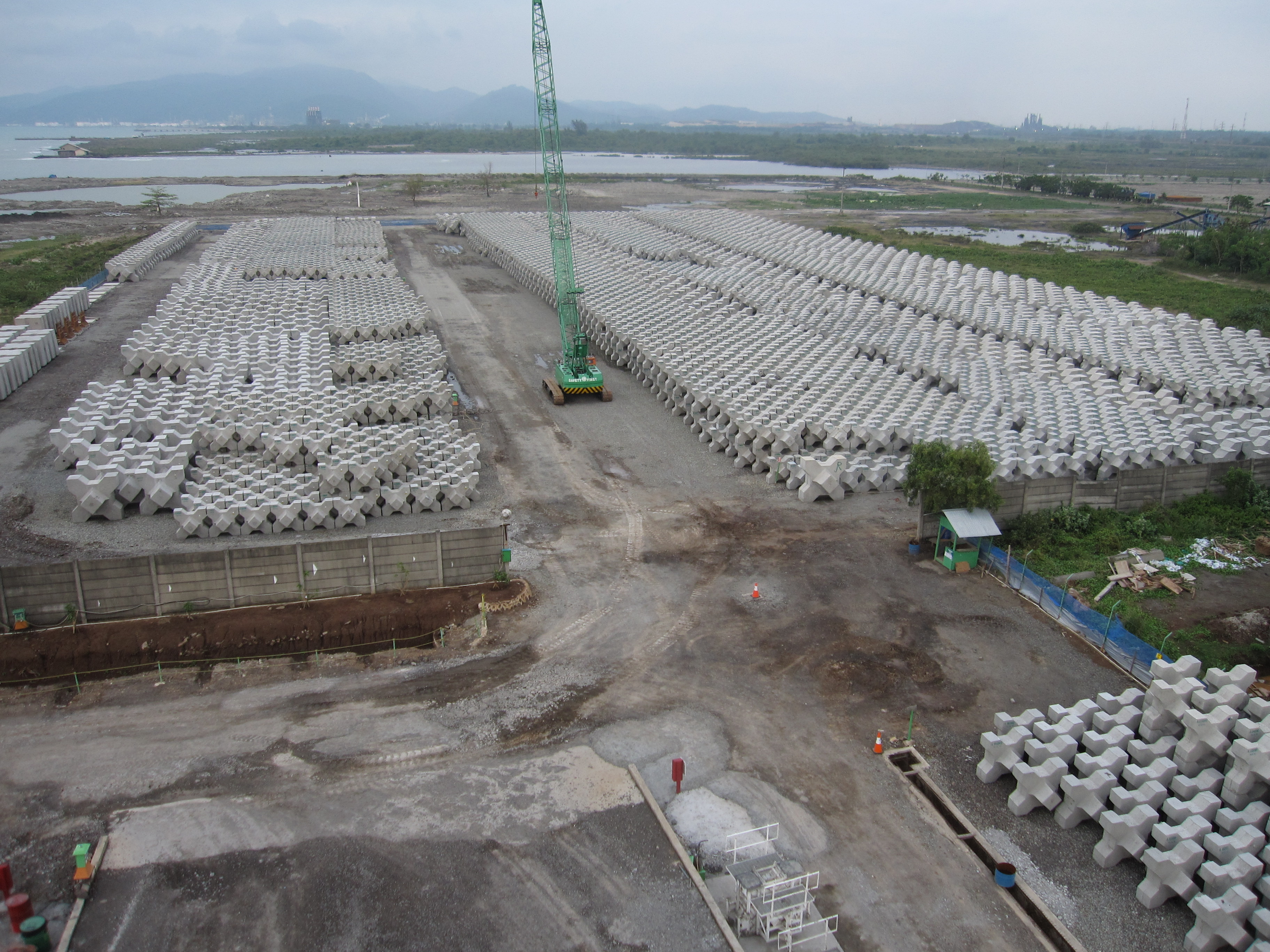
Xbloc Patio de producción y área de almacenamiento en Indonesia
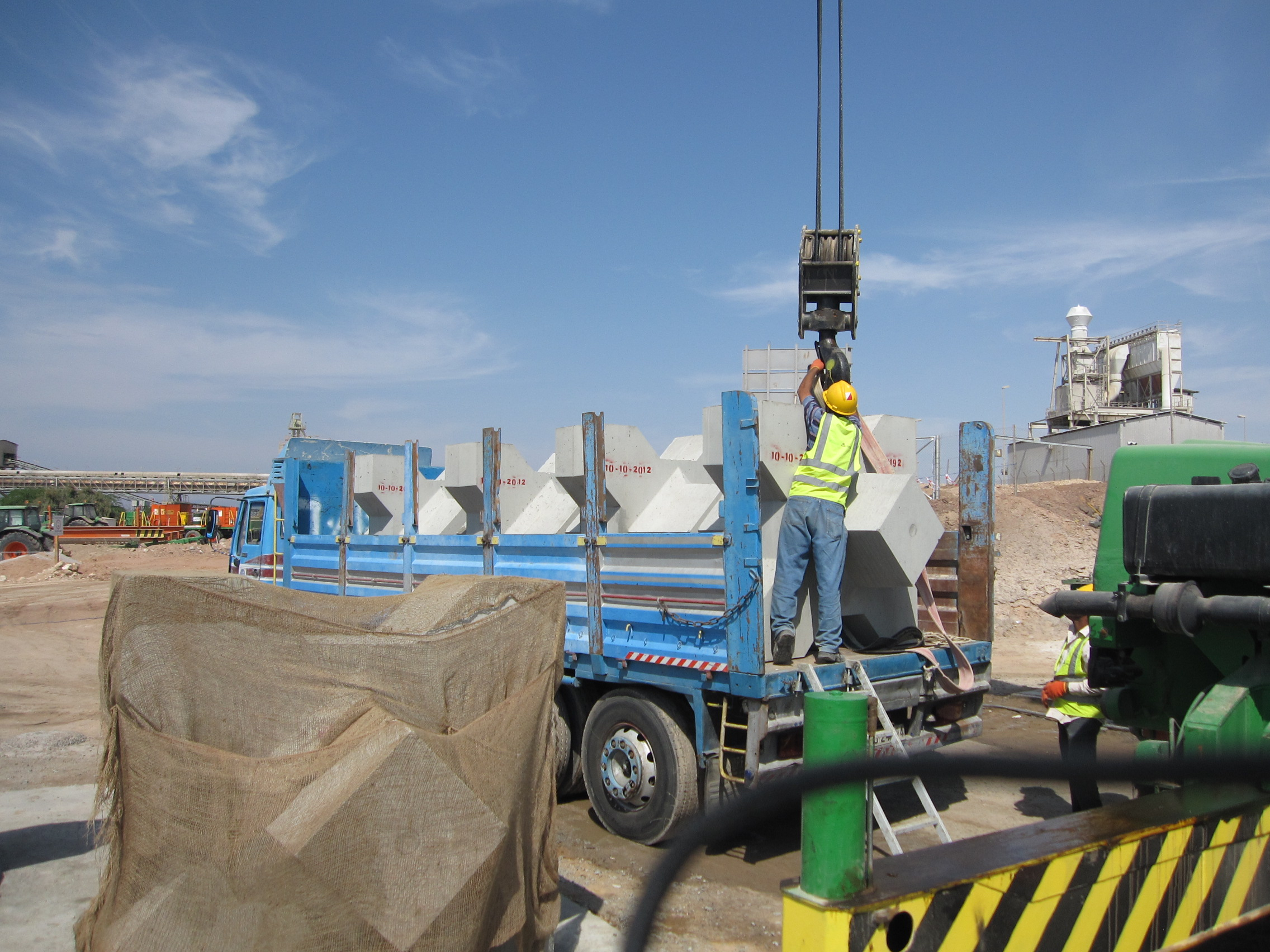
Transporte de Xblocs de almacenamiento por camión
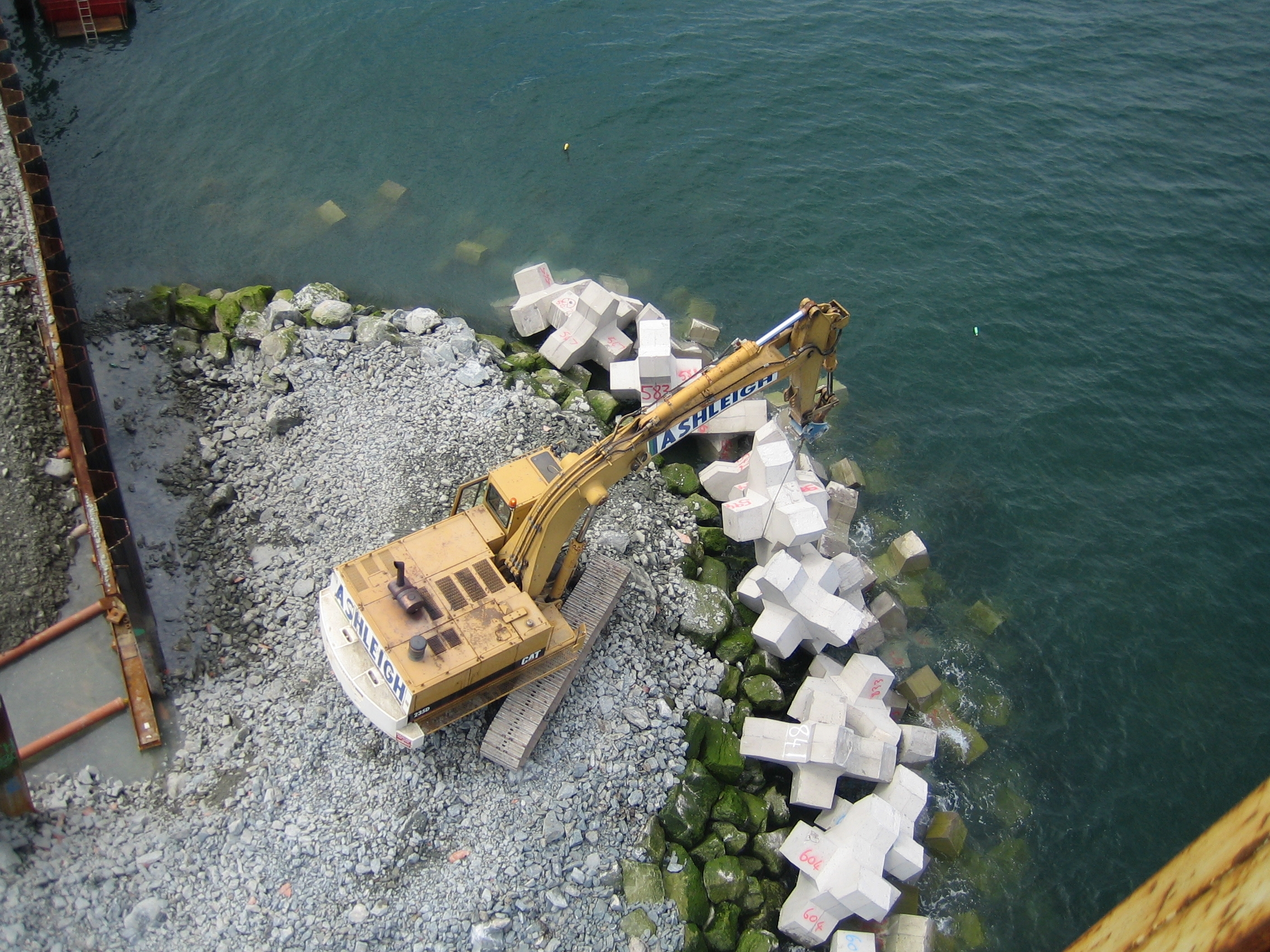
Instalación Xbloc unidades en Mirador Portuario